# Ramiro Alejandro Celis
Ramiro Alejandro Celis (Dzununcán, 23 de mayo de 1992 - Mérida, 30 de junio de 2017), apodado "El Niño de Dzununcán", fue un torero mexicano que falleció como consecuencia de una cornada mientras participaba en un festejo taurino en la localidad de Dzibikak (Yucatán). El diestro participó por primera vez en una corrida a la edad de 13 años, integrado en la cuadrilla del torero Víctor El "Chamaco" Balam. Era conocido principalmente por actuar en festejos de tipo popular que se celebraban en pueblos de la península de Yucatán.

## Cornada y muerte
Murió de una cornada el 30 de junio de 2017. La cornada penetró por la espalda y afectó a los pulmones y costillas. Fue intervenido quirúrgicamente en el Hospital General Agustín O'Horan de Yucatán, falleciendo poco después. Fue enterrado en la localidad de Dzununcán, Mérida.